# Flavius Apion I.
Flavius Apion (I.) († vor 533) war ein hoher spätrömischer Militär und Beamter.
Flavius Apion stammte aus der wohlhabenden und einflussreichen Familie der Apionen aus Ägypten. 503 war er bereits Patricius. Von Kaiser Anastasios I. wurde er zum Generalquartiermeister ernannt, um im Perserkrieg die Verteidigung von Amida zu organisieren. Als diese scheiterte, fiel er in Ungnade und wurde abberufen. 510 wurde er ins Exil geschickt. In der Regierungszeit Justins I. durfte er zurückkehren und wurde sogar 518 zum Prätorianerpräfekten des Ostens berufen.
Er war ursprünglich miaphysitischer Christ, wechselte aber später die Konfession und bekannte sich zur Orthodoxie. Severus von Antiochia widmete ihm und dem Patricius Paulus das Werk Gegen Eutyches. Apions Sohn Flavius Strategius bekleidete wie sein Vater hohe Ämter und baute den Einfluss der Familie aus.